# Docetisme
El docetisme (del grec δοκεῖν/δόκησις, semblar) és una doctrina cristològica dels primers temps de l'Església que atribuïa a la persona de Jesucrist un cos aparent i negava tota realitat a la seva vida humana. S'originà quan hom volgué explicar racionalment l'encarnació i passió de Crist des del dualisme espiritualista de la gnosi. No arribà a constituir cap secta determinada, però es presentà en el decurs dels segles sota diverses formes: valentinians i marcionites (segles ii i iii), monofisites (segle vi) i càtars (segle xi). Fou condemnat pel concili de Calcedònia (451).